# Jules Jacob (Sänger)
Jules Jacob (* 1906 in Saint-Prosper-de-Champlain; † 16. Januar 1969 in Montreal) war ein kanadischer Sänger (Tenor).

## Leben
Jacob studierte Gesang bei Salvator Issaurel und Alice Raymond und wurde im Jahre 1930 Mitglied des Alouette Vocal Quartet, dem er bis 1956 angehörte. Außerdem war er seit Ende der 1930er Jahre als Nachfolger des Tenors Ludovic Huot Mitglied des Trio lyrique. Mit beiden Ensembles machte er Aufnahmen. Auf der Bühne debütierte er 1938 in einer konzertanten Aufführung der Oper Évangéline von Xavier Leroux. 1941, 1944 und 1947 sang er bei Aufführungen von Beethovens Neunter Sinfonie den Tenor-Solopart. Bei den Montreal Festivals 1943 und 1944 war er Solist bei der Aufführung der Matthäuspassion. 1944 sang er den Steuermann in Tristan und Isolde. Auch bei Aufführungen der Opera Guild trat er in verschiedenen Nebenrollen auf.
Im Rundfunk trat Jacob regelmäßig in den Serien Le réveil rural (1937–1967) und Le quart d'heure de la Bonne Chanson (1939–1952) auf. Mit Albert Viau nahm er zwei Titel für die Serie La Bonne Chanson von Bluebird Records auf. Ab Mitte der 1950er Jahre betrieb er einen Plattenladen.